# Helina canadensis
Helina canadensis este o specie de muște din genul Helina, familia Muscidae, descrisă de John Otterbein Snyder în anul 1949. Conform Catalogue of Life specia Helina canadensis nu are subspecii cunoscute.